# 1 Batalion Pancerny

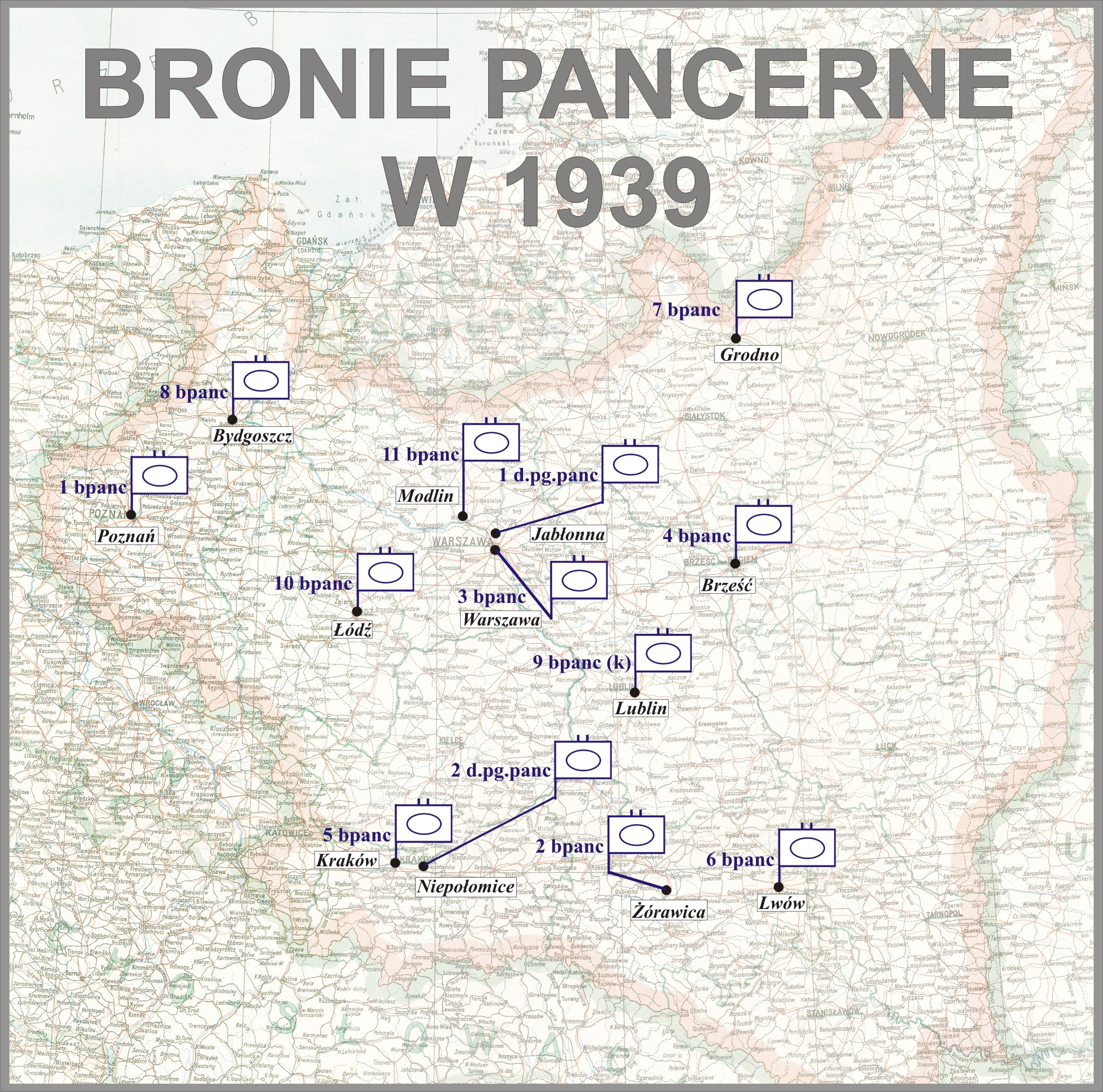
Bronie pancerne Wojska Polskiego w 1939 przed wybuchem II wojny światowej

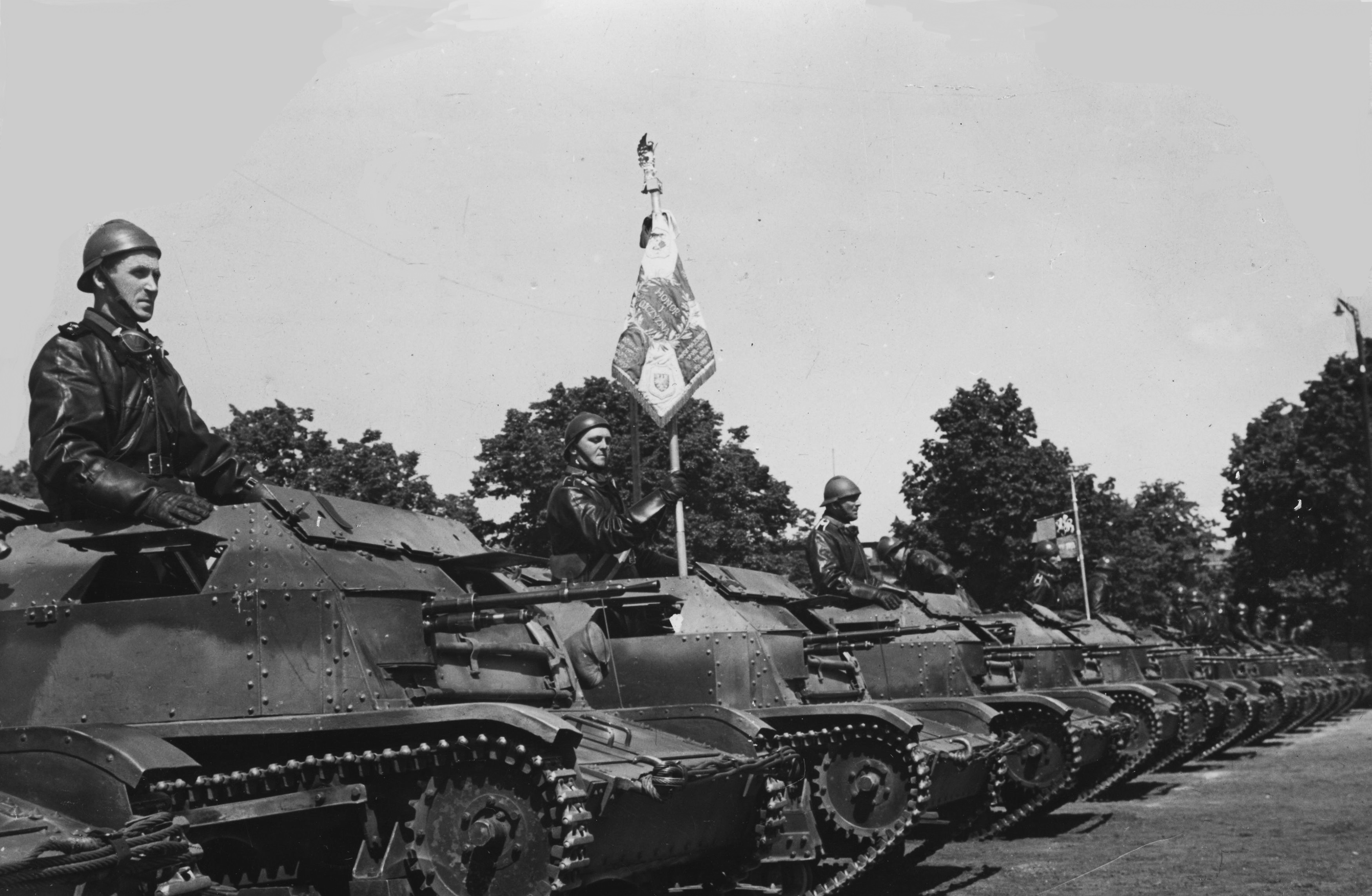
Święto XX-lecia 1 bpanc w Poznaniu – kolumna tankietek TK-3; czerwiec 1939.

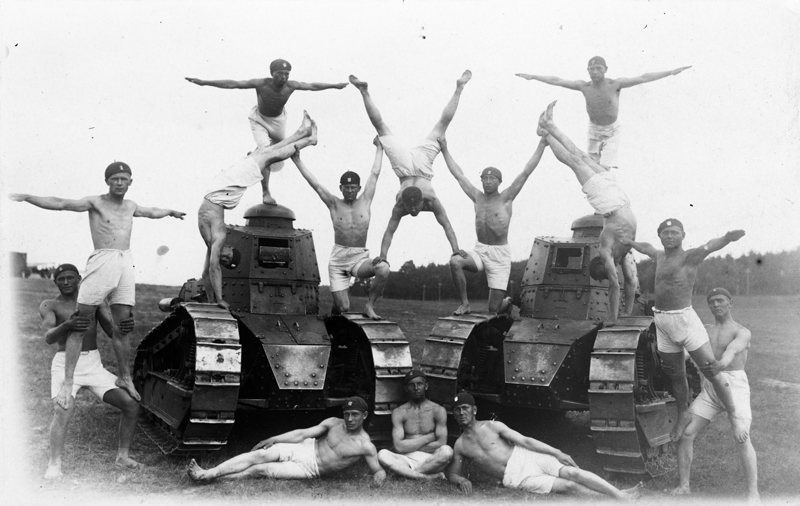
Ćwiczenia kursantów szkoły podoficerskiej przy 1 batalionie pancernym w Poznaniu na francuskich lekkich czołgach Renault FT-17, 1931/09 Poznań.

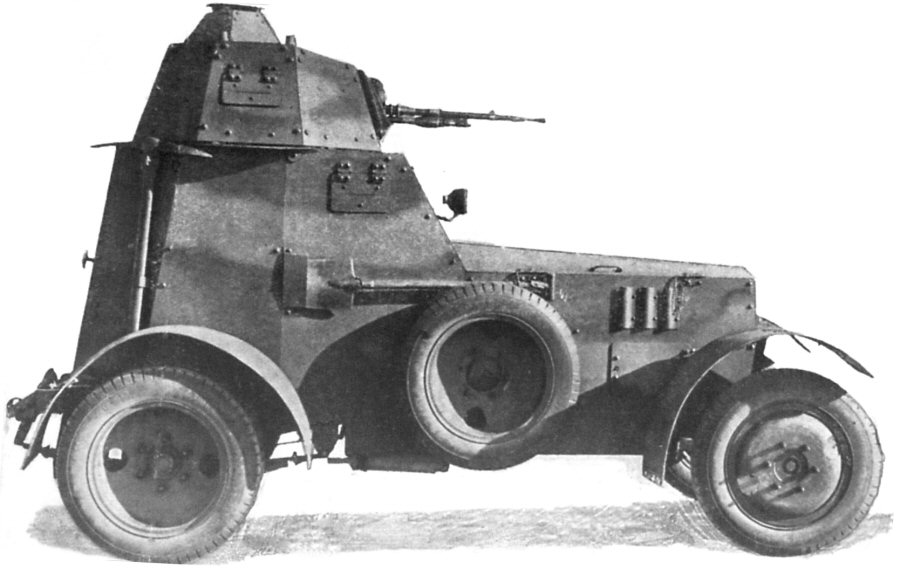
Samochód pancerny wz. 34

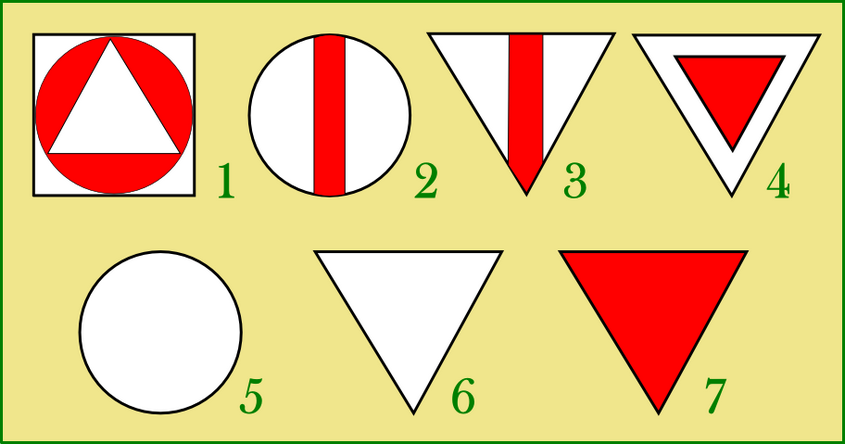
Znaki taktyczne malowane na czołgach lekkich i rozpoznawczych

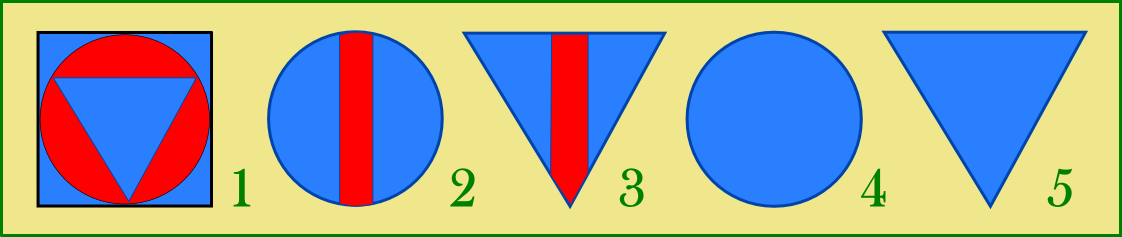
Znaki taktyczne malowane na pojazdach pancernych

1 batalion pancerny (1 bpanc) – oddział broni pancernych Wojska Polskiego w II Rzeczypospolitej.
Batalion był  jednostką wojskową istniejącą w okresie pokoju i spełniająca zadania mobilizacyjne wobec oddziałów i pododdziałów broni pancernej. Spełniał również zadania organizacyjne i szkoleniowe. Stacjonował w Poznaniu. W 1939, po zmobilizowaniu jednostek przewidzianych planem mobilizacyjnym, został rozwiązany.

## Geneza
Batalion rodowód swój wywodzi od 1 pułku czołgów przybyłego do Polski wraz z Armią Hallera.
11 sierpnia 1921 rozwiązano sztab pułku, a bataliony usamodzielniono. 1 batalion z początkiem 1921 przeniesiony został do Warszawy. Jego 2 batalion stacjonował w owym czasie w Żurawicy, a 3 batalion przeniesiono do Poznania.
16 lutego 1922 MSWojsk. nakazało odtworzenie 1 pułku czołgów w Żurawicy. Do garnizonu przybył 1 batalion i Centralna Szkoła Czołgów. W styczniu 1923 przybył też 3 batalion.
W październiku 1930 pułk przeniesiono do garnizonu Poznań.
Na podstawie rozkazu MSWojsk. z 8 lipca 1931 1 pułk czołgów z Poznania przemianowano na 1 pułk pancerny. Jego II batalion stacjonujący w Żurawicy stał się zalążkiem 2 pułku pancernego.
W grudniu 1933 pułk został połączony z 7 dywizjonem samochodowym w jedną jednostkę pod nazwą 1 batalion czołgów i samochodów pancernych, który 26 lutego 1935 został przeformowany w 1 batalion pancerny. Należał do typu I.
W 1939 batalion stacjonował w Poznaniu.

## Organizacja i uzbrojenie w 1939
- dowództwo
- 3 x kompania czołgów rozpoznawczych
- szwadron samochodów pancernych

Na swoim wyposażeniu posiadał 46 czołgów TK-3 i 9 wozów pancernych wz.34.

## Mobilizacja w 1939
Oddział w czasie pokoju wykonywał zadania organizacyjne i szkoleniowe. Był jednostką mobilizacyjną dla pododdziałów broni pancernej. Z chwilą sformowania przewidzianych planem mobilizacyjnym pododdziałów oraz przekazania nadwyżek ludzi i sprzętu do ośrodka zapasowego (OZBPanc. nr 2) ulegał likwidacji. W 1939 batalion sformował w grupie żółtej:
- 71 dywizjon pancerny dla Wielkopolskiej Brygady Kawalerii
- 71 samodzielną kompanię czołgów rozpoznawczych dla 14 Dywizji Piechoty
- 72 samodzielną kompanię czołgów rozpoznawczych dla 26 Dywizji Piechoty

a ponadto dla Armii „Poznań”:
- kolumnę samochodów ciężarowych nr 751 (typ I)
- kolumnę samochodów ciężarowych nr 752 (typ I) – kpt. Wiktor Małachowski
- kolumnę samochodów ciężarowych nr 753 (typ II) – por. rez. Gerżabek[d]
- kolumnę samochodów sanitarnych PCK nr 701 (typ I)

oraz dla Okręgu Korpusu Nr VII:
- kolumnę samochodów ciężarowych w Kraju nr 71
- kolumnę samochodów osobowych i sanitarnych w Kraju nr 7

## Żołnierze batalionu
Dowódcy batalionu
- ppłk Rudolf Kostecki (22 XII 1934 – 1 IX 1939[3])

Organizacja i obsada personalna w 1939
Pokojowa obsada personalna batalionu w marcu 1939
| Stanowisko                                     | Stopień, imię i nazwisko                     |
| ---------------------------------------------- | -------------------------------------------- |
| dowódca batalionu                              | ppłk Rudolf Antoni Kostecki                  |
| I zastępca dowódcy                             | mjr Kazimierz Konrad Żołkiewicz              |
| II zastępca dowódcy                            | mjr br. panc. Józef Augustowski              |
| adiutant                                       | kpt. Henryk Skotnicki                        |
| lekarz medycyny                                | kpt. dr Jan Staruch                          |
| kwatermistrz                                   | kpt. Kazimierz Sierodzki                     |
| oficer mobilizacyjny                           | kpt. Włodzimierz Antoni Wdowiecki            |
| I zastępca oficera mobilizacyjnego             | kpt. adm. (piech.) Ryszard Klauziński        |
| II zastępca oficera mobilizacyjnego            | por. Władysław Lemirski                      |
| oficer administracyjno-materiałowy             | kpt. adm. (br. panc.) Bronisław I Piotrowski |
| zastępca oficera administracyjno-materiałowego | chor. Ryszard Szoll                          |
| oficer gospodarczy                             | kpt. int. Ludwik Bikowski                    |
| dowódca kompanii gospodarczej                  | vacat                                        |
| dowódca plutonu przewozowego OK VII            | chor. Czesław Ziętowski                      |
| dowódca plutonu łączności                      | por. Stanisław Skibniewski                   |
| dowódca kompanii szkolnej                      | kpt. Kazimierz Rose                          |
| instruktor                                     | por. Henryk Czajkowski                       |
| dowódca 1 kompanii czołgów TK                  | por. Wacław Chłopik                          |
| dowódca 2 kompanii czołgów TK                  | kpt. Lucjan Jan Szczepankowski               |
| instruktor                                     | chor. Ignacy Gruchot                         |
| dowódca szwadronu pancernego                   | kpt. Karol Czechowski                        |
| instruktor                                     | por. Andrzej Skarżyński                      |
| dowódca kompanii motorowej                     | kpt. Nowak Piotr                             |
| instruktor                                     | por. Aleksander Ambroży Wieczorek            |
| instruktor                                     | chor. Plewak Piotr                           |
| dowódca kolumny samochodowej                   | kpt. Wiktor Małachowski                      |
| komendant parku                                | kpt. Tadeusz Idaszak                         |
| kierownik warsztatów                           | kpt. Jan Żurek                               |
| zastępca kierownika                            | kpt. Leonard Łyczyński                       |
| kierownik składnicy                            | chor. Franciszek Orzechowski                 |
| na kursie                                      | kpt. adm. (art.) Felicjan Sypniewski         |
| na kursie                                      | por. piech. Bronisław Jan Kalinowski         |
| na kursie                                      | por. piech. Jan Sikorski                     |
| na kursie                                      | por. kaw. Władysław Miklaszewski             |
| na kursie                                      | por. kaw. Adam Michał Staszków               |

### Żołnierze 1 batalionu pancernego – ofiary zbrodni katyńskiej
Biogramy zamordowanych znajdują się na stronie internetowej Muzeum Katyńskiego
| Nazwisko i imię      | stopień              | zawód             | miejsce pracy przed mobilizacją | zamordowany |
| -------------------- | -------------------- | ----------------- | ------------------------------- | ----------- |
| Pruski Marian        | podporucznik rezerwy | prawnik           |                                 | Katyń       |
| Aksan Mikołaj        | ppor. br. panc. rez. | technik mechanik  |                                 | Katyń       |
| Skotnicki Henryk     | kapitan              | żołnierz zawodowy | adiutant batalionu              | Katyń       |
| Wawrzyniak Józef     | podporucznik rezerwy |                   | Starostwo w Chełmie             | Katyń       |
| Wdowicki Włodzimierz | kapitan              | żołnierz zawodowy | oficer mobilizacyjny            | Charków     |
| Wesołowski Stanisław | podporucznik rezerwy | absolwent SGH     |                                 | Katyń       |

## Symbole batalionu
Sztandar

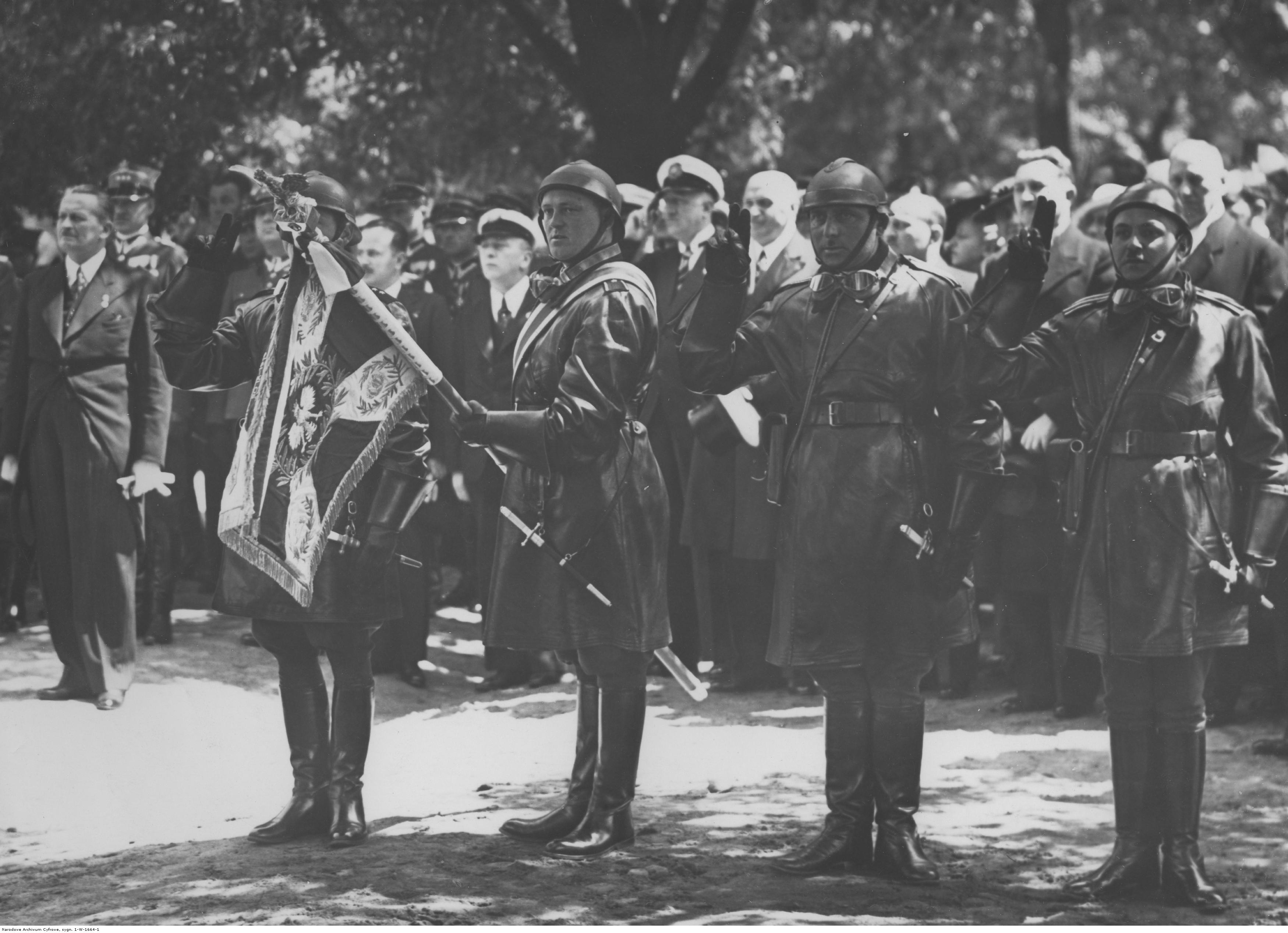
Święto 1 bpanc w Poznaniu 1 czerwca 1938 - składanie przysięgi na sztandar.

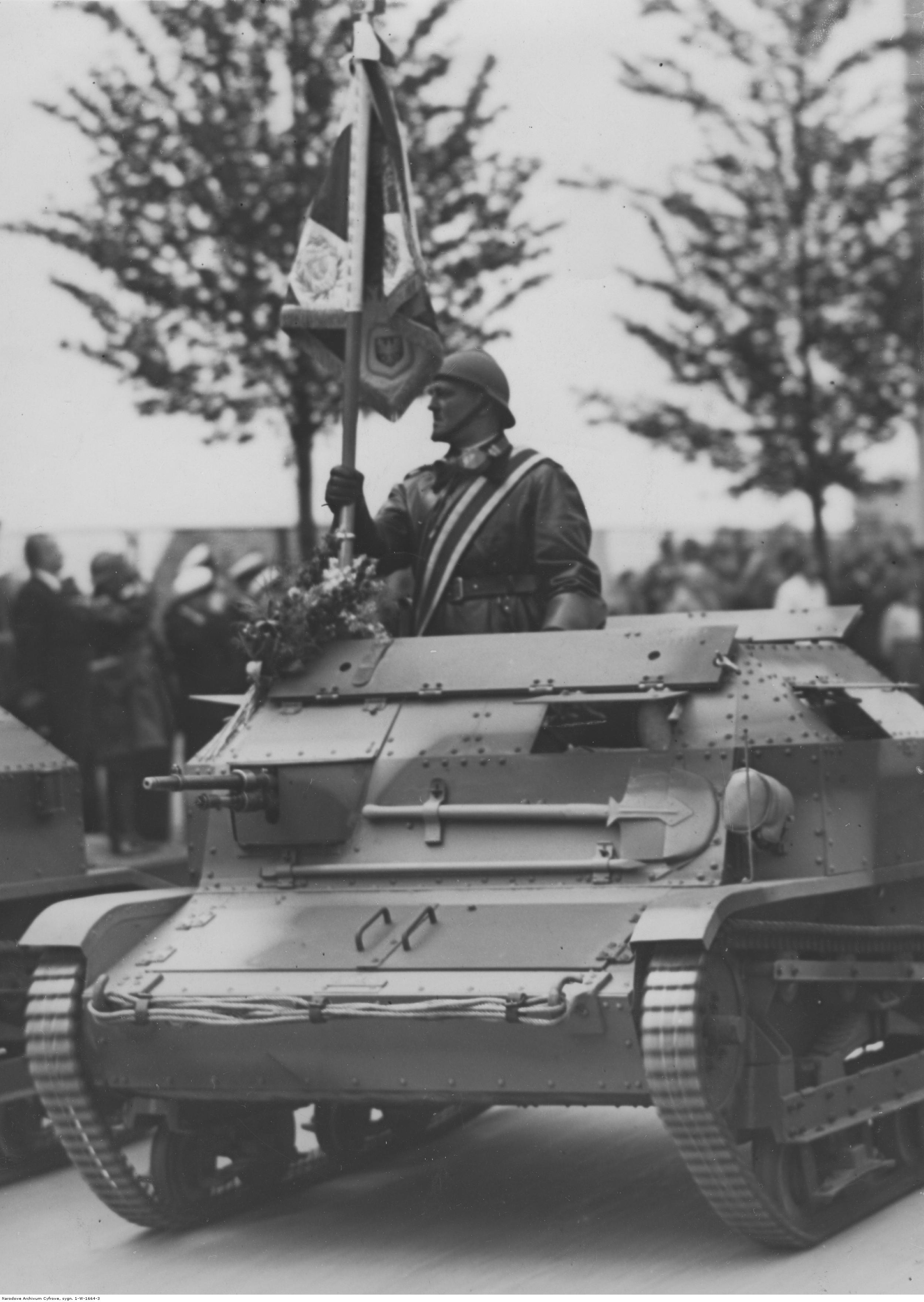
Święto 1 bpanc 1 czerwca 1938 - defilada tankietek TK-3. Na pierwszym planie chorąży ze sztandarem.

Sztandar batalionowi nadano zarządzeniem Prezydenta z 25 marca 1938. Jak wszystkie sztandary broni pancernych, posiadał on ujednoliconą prawą stronę płatu. Zamiast numeru oddziału, na białych tarczach między ramionami krzyża kawaleryjskiego występował Znak Pancerny. Znak ten umieszczony był również na przedniej ściance podstawy orła.
Na lewej stronie płatu sztandaru umieszczono:
- w prawym górnym rogu na tarczy – wizerunek Matki Boskiej Częstochowskiej
- w lewym górnym rogu na tarczy – wizerunek św. Michała
- w prawym dolnym rogu na tarczy – godło województwa poznańskiego
- w lewym dolnym rogu na tarczy – odznaka pamiątkowa 1 batalionu pancernego
- na górnym ramieniu krzyża kawalerskiego napis: „Bobrujsk 28 VIII.1919. Dyneburg – Kałkuny 2O.IX.l919".
- na dolnym ramieniu krzyża napis: „Równe 4.VII.1920. Grodno 19.VII.I920".
- na lewym ramieniu krzyża napis: „Łomża 1-2 VIII.1920 Radzymin 15.VIII.1920".
- na prawym ramieniu krzyża napis: „Mińsk Mazowiecki l 7.VIII.l 920. Mława 20.VIII.1920".

Uroczyste wręczenie sztandaru odbyło się 26 maja 1938 na Polu Mokotowskim w Warszawie. Sztandar wręczył reprezentujący Prezydenta RP i Naczelnego Wodza — minister spraw wojskowych gen. dyw. Tadeusz Kasprzycki.
Do chwili wybuchu wojny sztandar batalionu przechowywany był w gabinecie dowódcy. Po 1 września sztandar zdeponowano w Ośrodku Zapasowym Broni Pancernej nr 3 w Żurawicy. 16 września, wobec zbliżania się Niemców, ewakuowano sztandary. Przed przekroczeniem granicy węgierskiej, sprawujący bezpośredni nadzór nad sztandarem chor. Majchrzak, otrzymał rozkaz od nieznanego mu pułkownika spalenia przewożonych sztandarów. Zniszczeniu uległy wówczas sztandary 1, 2, 5 i 8 batalionu pancernego oraz Szkoły Podchorążych Broni Pancernej.
Odznaka pamiątkowa
14 grudnia 1937 minister spraw wojskowych, gen. dyw. Tadeusz Kasprzycki zatwierdził wzór i regulamin odznaki pamiątkowej 1 bpanc.
Odznaka ma kształt srebrnej tarczy herbowej podzielonej na ukos i pokrytej barwną emalią (górna część lewa czarna, prawa dolna pomarańczowa). U góry hełm rycerski z pięcioma piórami, po bokach labry. Brak jest danych o autorze projektu odznaki. Odznaki wykonywane były w wersjach: oficerskiej – emaliowanej, podoficerskiej – malowanej farbą i żołnierskiej – srebrzonej, bez emalii.